# Belas
Belas era una freguesia portuguesa del municipio de Sintra, distrito de Lisboa.

## Historia
El territorio donde se encuentra la villa de Belas presenta características que determinan, sin duda, su poblamiento, su organización y su desarrollo. Situada entre sierras, algunas de pequeños relieves y otras bastante accidentadas, y entrecortados valles ricos en agua, Belas existe desde la época de la fundación de la nación, conociéndose los límites de la parroquia y villa en el siglo XII. Los restos arqueológicos encontrados permiten determinar la presencia humana en esta zona desde el Paleolítico medio (40.000 a 30.000 años a. C.), habiendo restos también del Neolítico, Calcolítico y Megalítico (se pueden encontrar algunos complejos megalíticos como por ejemplo el del Monte Abraão, con restos funerarios). Se ha constatado que la densidad de población ha sido siempre baja. Solo durante la época de la ocupación romana se encuentran vestigios de una densidad poblacional significativa y de algún tipo de organización. De esta época datan los restos de la calzada romana, situada en la carretera que une Belas con Caneças. De la presencia árabe quedaron algunos vestígios, especialmente en la toponimia local, con nombres como Massamá, Queluz, Meleças.
Belas fue ciudad y sede de ayuntamiento hasta 1855. Hasta el liberalismo estuvo cumpuesta por una sola freguesia, siendo más tarde incorporada la de Barcarena. En 1849 poseía 4.041 habitantes y 49 km². Volvió a obtener la categoría de vila el 24 de julio de 1997.
Fue suprimida el 28 de enero de 2013, en aplicación de una resolución de la Asamblea de la República portuguesa promulgada el 16 de enero de 2013 al unirse con la freguesia de Queluz, formando la nueva freguesia de Queluz e Belas.

## Patrimonio
- Ruinas de la antigua calzada romana, desde donde partía un acueducto hasta Olisipo.
- Casa noble, anexos agrícolas, jardines, fachada y portón de la Quinta do Molha Pão
- Casa y Quinta do Bonjardim
- Palácio da Quinta do Marquês
- Monumento ao Bombeiro
- Monumento megalítico del Pego Longo, también conocido como Monumento megalítico de D. Maria o Monumento megalítico de la Sierra de las Camelias o Monumento megalítico da Serra das Camelas o Galería de Carenque.
- Pórtico manuelino de la Igreja Matriz de Belas o Igreja de Nossa Senhora da Misericórdia

## Gastronomía
"Fofos de Belas"
Desde 1840 existe la "Casa dos doces de Belas". En esa época los dulces allí elaborados eran vendidos en las fiestas y romerías de Lisboa.
Más tarde empezaron a especializarse casi exclusivamente a la confección de los "fofos de Belas" (pasteles rellenos de crema de leche y recubiertos de azúcar), que rápidamente empezaron a ser apreciados por muchas personas, no solo por los habitantes de la freguesia de Belas sino también por sus visitantes. Diariamente se distribuye por otros comercios de la zona.